# Vulcanus

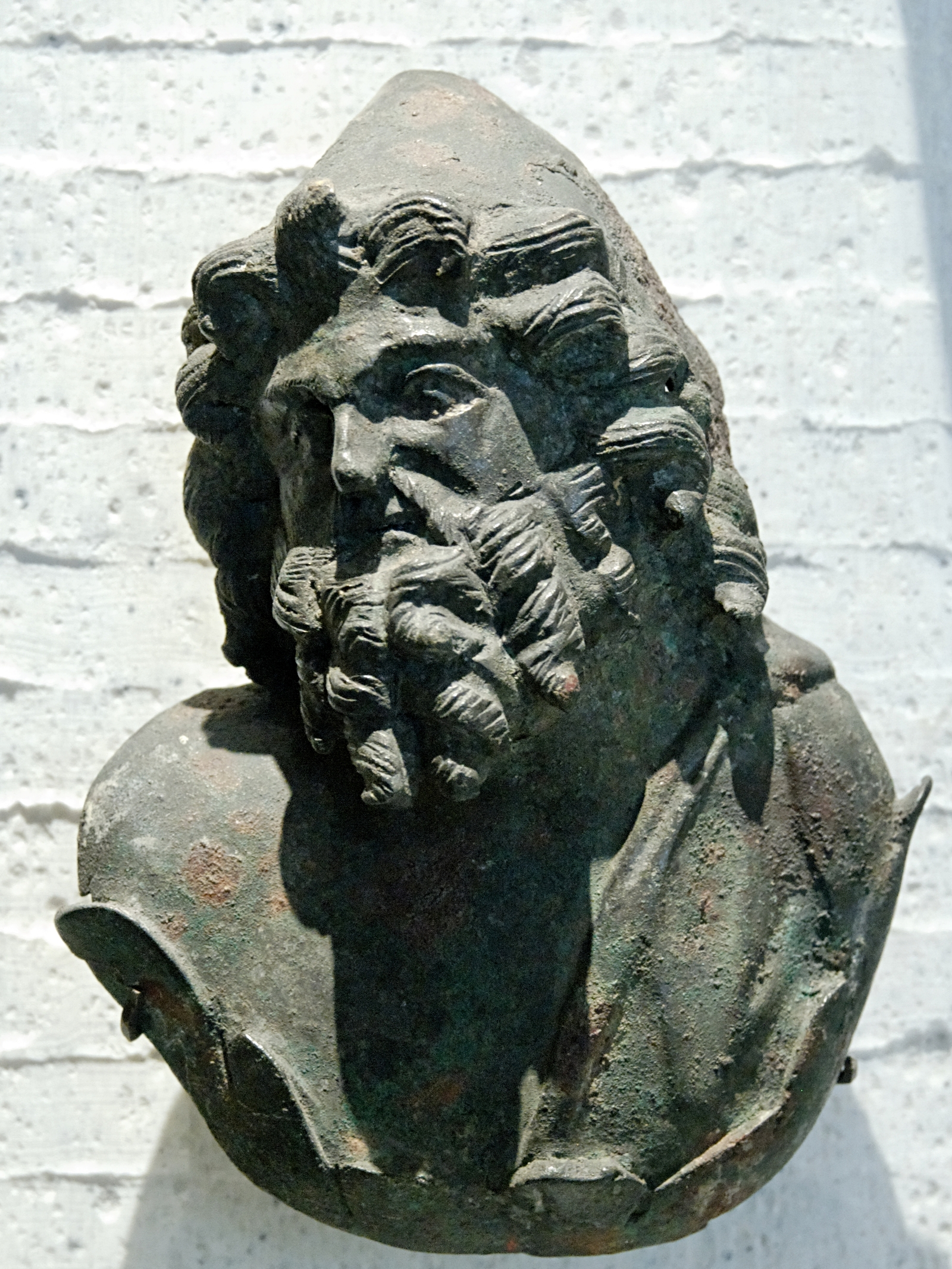
Vulcanus, Bronzebüste, 2. Jahrhundert, Paris, Louvre Br 39

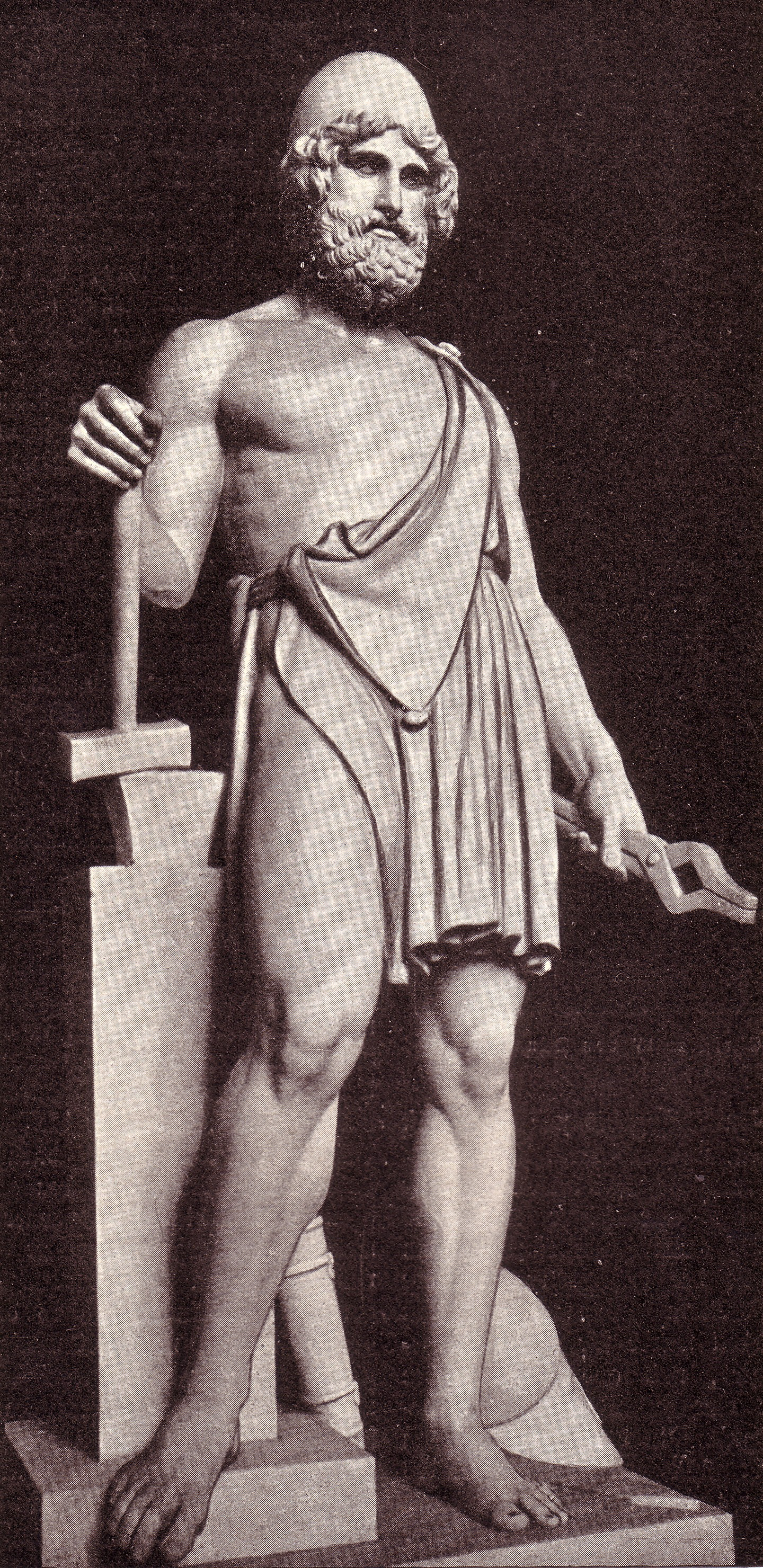
Vulcanus, Standbild von Bertel Thorvaldsen

Vulcanus (ursprüngliche lateinische Hauptform des Namens Volcanus, zudem Volchanus, Volganus, Volkanus), im Deutschen auch Vulcan, ist in der römischen Religion Gott des Feuers, zudem der Schmiede sowie aller Metallhandwerker, die auf die Kraft des Feuers angewiesen sind, z. B. der Bronzegießer oder der Münzschläger.
Als Interpretatio Romana des griechischen Gottes Hephaistos gehört zu seinen Aufgaben, Geschmeide oder Bronzetore sowie die Wunderwaffen für die Götter und Halbgötter zu schmieden, z. B. den Wagen für Sol und Waffen für Aeneas. In diesem Zusammenhang gilt Vulcanus als kluger Erfinder. Seine Charakteristika sind entsprechend: handwerklich begabt, schroff und friedliebend. Seine Attribute sind Hammer, Zange, Schmiedeschurz und Amboss.
Mit der Angleichung an Hephaistos wurden im römischen Mythos selbst die näheren Umstände seiner Geburt übernommen. So soll seine Mutter Juno ihn wegen seiner Missbildung aus dem Himmel gestoßen haben, wie es entsprechend die griechische Gottheit Hera mit ihrem Sohn Hephaistos tat.
Dass die Römer den Namen des Gottes von den Etruskern und deren Gottheit (Velkʰans) übernommen und latinisiert haben, ist reine Hypothese. Velkʰans wird mit dem etruskischen Monatsnamen vel(c)itna (= März) und einer Frühlingsgottheit in Verbindung gebracht. Aufgrund seiner späteren Identifikation mit Hephaistos ist der altrömische Gott Vulcanus kaum zu rekonstruieren. Seine Gefährtin ist die italische Göttin Maia. Er ist Vater des Caeculus und des Cacus.

## Antike Darstellung

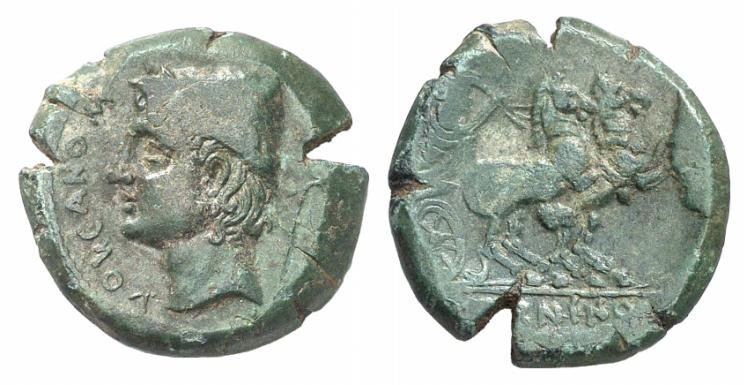
Kopf des Vulcanus mit Filzhaube und Zange. Rückseite: Jupiter auf dem Streitwagen (Biga); frühe römische Münze aus Aesernia 263/240 v. Chr.

In der bildenden Kunst wird Vulcanus als Schmied mit Hammer, der dem Jupiter die Donnerkeile fertigt, oder mit himmelblauer, kegelförmiger Filzhaube dargestellt. Das Motiv des lahmen Beins findet sich auch bei anderen Schmiedegottheiten oder sagenhaften Schmieden wie Wieland oder Daidalus. Seine Schmiede verortete man unter dem Vulkan Ätna auf Sizilien bzw. unter der Insel Vulcano, die nach ihm benannt wurde. Ihm heilig waren der Hahn, der Löwe, dem ein heißer Atem unterstellt wurde, die Fichte und das Eisen.
Auf römischen Münzen wurde er gleich den anderen Gottheiten im Kopfprofil mit Filzhaube dargestellt. Später häufig in kurzem Arbeitsgewand zusammen mit seinen Attributen Hammer, Zange, Amboss, Schmiedefeuer und eingerahmt von einem Gebäude bzw. Lorbeerkranz.

## Kult
Vulcanus wurde zusammen mit einigen anderen Gottheiten als Schützer gegen Feuersbrünste verehrt und führte daher den alten Beinamen Mulciber („Besänftiger“ der Feuersbrunst), den schon die vorrömischen Italer als Feuergott verehrten. Der Name Vulcanus wurde auch metonymisch für „Feuer“ gebraucht.
Sehr bald nach der Gründung Roms wurde der Vulcanus Kult (Brauch) schriftlich erwähnt. Bei Varro (44BC) ist die erste Erwähnung.

### Weihaltar aus Regensburg
Auf dem Arnulfsplatz in Regensburg wurde 1899 bei Kanalgrabungsarbeiten mitten auf dem Platz ein Weihaltar aus Kalkstein gemeinsam mit weiteren Weihinschriften gefunden. Der Fundort war 400 m westlich entfernt von der ehemaligen Westmauer des Römerlagers Castra Regina. Ein verlässlicher Grabungsbericht fehlt, jedoch war bereits damals der hinzugezogene Fachmann Hugo von Walderdorff davon überzeugt, dass der Fundort nicht der ursprüngliche Standort des Altars war. Heute steht der teilweise beschädigte Altar im Historischen Museum Regensburg. Der Altar ist 112 cm hoch und 41 cm tief, mit einem Inschriftenfeld von 66 × 46 cm. Die Interpretation der 7-zeiligen Inschrift mit zahlreichen Ligaturen war lange Zeit umstritten und erfuhr 2021 eine auf alten Erkenntnissen aufbauende, aber neue,  epigraphische Mittel nutzende Übersetzung und Interpretation.
Die neue Übersetzung der Inschrift bringt den damaligen Ädil Artissius, der Mitte des 2. Jahrhunderts mit Planung und Bau des Legionslagers Castra Regina und der zugehörigen Straßen verantwortlich war, in einen direkten Zusammenhang mit Volkanus, als dem Gott des Feuers, aber auch der Bauarbeiter und Handwerker.
Die neue Übersetzung lautet:

„Dem Volkanus geweiht hat Aurelius / Artissius, Ädil / des (sc. ihm) zugewiesenen Territoriums / und des Lagers von Reginum, (sc. diesen Altar) auf eigene Kosten. / Er hat gerne und froh über erwiesene Wohltat ein Gelübde erfüllt./ Aufgestellt (sc. wurde der Altar) am 23. August / unter dem Konsulat von Orfitus.“

Bei den Römern hatte Vulcanus eigene Priester (Flamen). Sein Hauptfest, die Vulcanalia, wurde am 23. August (Dürrezeit – Gefahr von Bränden) begangen, bei dem die Oberhäupter der römischen Familien kleine Fische und andere Tiere ins Feuer warfen, um Vulcanus zu besänftigen und so die Gefahr vor Feuer zu lindern.
Vulcanus war eine Gottheit eines zerstörerischen Elements, des ungebändigten Feuers. Daher waren seine Tempel stets außerhalb der Städte gelegen. In Rom befand sich der Tempel des Vulcanus am Marsfeld. Sein Gegenpol war Vesta, die Behüterin des Herdfeuers, mit der er das Lectisternium abhielt.

## Neuzeitliche Rezeption
Das Bildthema des Vulkan erscheint in der Malerei hauptsächlich in vier verschiedenen ikonographischen Topoi. Eine der wenigen Ausnahmen ist ein Gemälde Piero di Cosimos, das die Frühgeschichte der Menschheit und die Jugend des Vulkan thematisiert. Vulkan ist häufig alt, kahlköpfig und hager, trägt als einzige Kleidung eine lederne Schmiedeschürze und ist an seinem knochigen und oft buckligen Körperbau zu erkennen. Als weitere Erkennungszeichen sind ihm die Attribute Doppelaxt, Hammer oder Zange beigefügt. Seine Gehilfen umgeben ihn. In der antiken Überlieferung sind es einäugige Zyklopen, doch sind die so gezeigten Gehilfen in der neuzeitlichen Kunst selten. Nachfolgend steht eine Auswahl bedeutender Darstellungen:
Vulkan in der Schmiede
- Marten van Heemskerck, Vulkan in der Schmiede, Nationalgalerie, Prag
- Adriaen de Vries, Vulkan in der Schmiede, Bayerisches Nationalmuseum, München
- Pietro da Cortona, Vulkan in der Schmiede, Palazzo Barberini, Rom

Venus in der Schmiede des Vulkan
- Anthonis van Dyck, Venus in der Schmiede des Vulkan, Kunstmuseum Liechtenstein, Vaduz
- Charles-Joseph Natoire, Venus in der Schmiede des Vulkan, Musée Fabre, Montpellier
- Giovanni Battista Tiepolo, Venus in der Schmiede des Vulkan, John G. Johnson Collection, Philadelphia

Apollo in der Schmiede des Vulkan
- Antonio Tempesta, Apollo in der Schmiede des Vulkan, The Metropolitain Museum of Art, New York
- Diego Velázquez, Apollo in der Schmiede Vulkans, Museo del Prado, Madrid

Vulkan überrascht Venus und Mars
- Jacopo Tintoretto, Vulkan überrascht Venus und Mars, Alte Pinakothek, München
- Joachim Wtewael, Vulkan überrascht Venus und Mars, Mauritshuis, Den Haag
- Lovis Corinth, Vulkan überrascht Venus und Mars, Neue Pinakothek, München

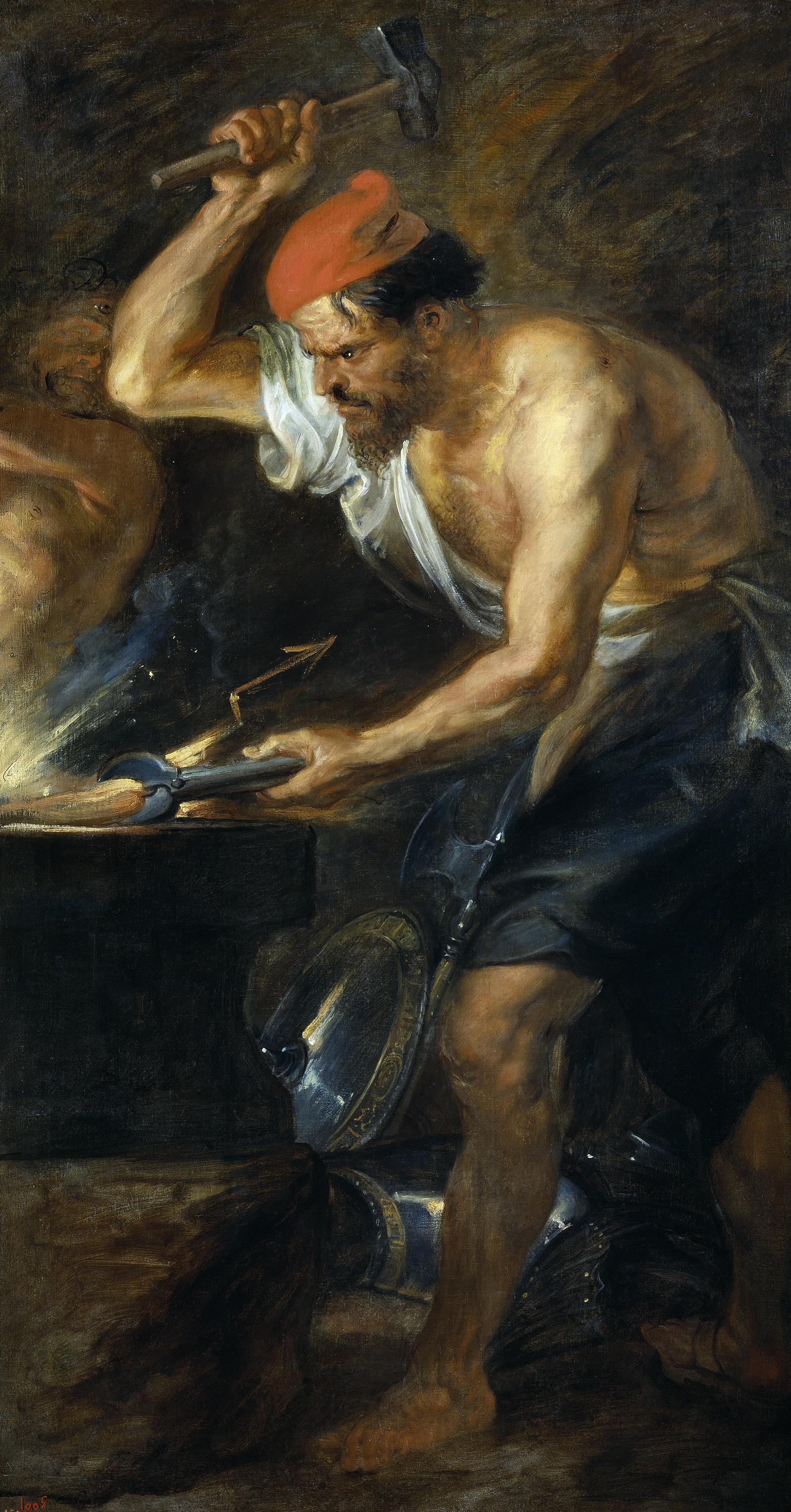
Vulcanus schmiedet die Donnerkeile des Jupiter (Rubens)
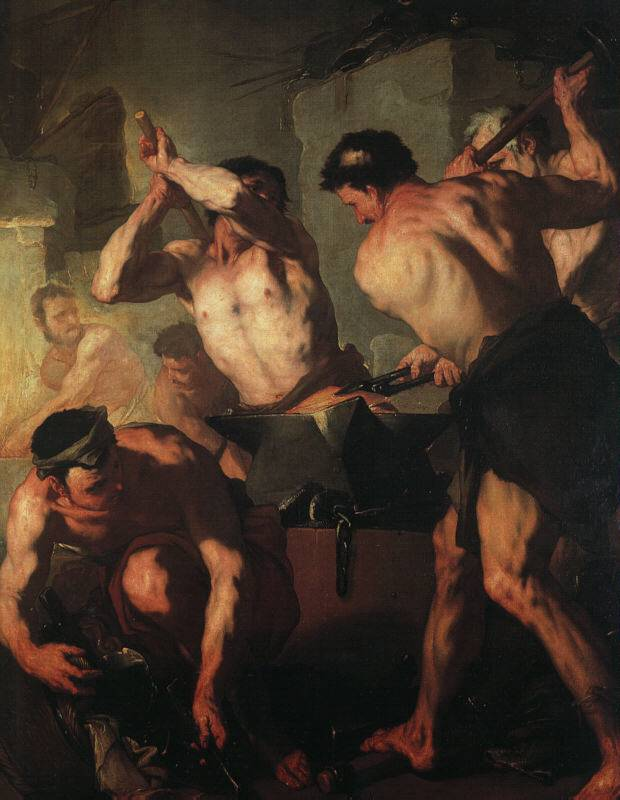
Schmiede des Vulcanus (Luca Giordano)
Apollo in der Schmiede Vulcans (Velázquez)
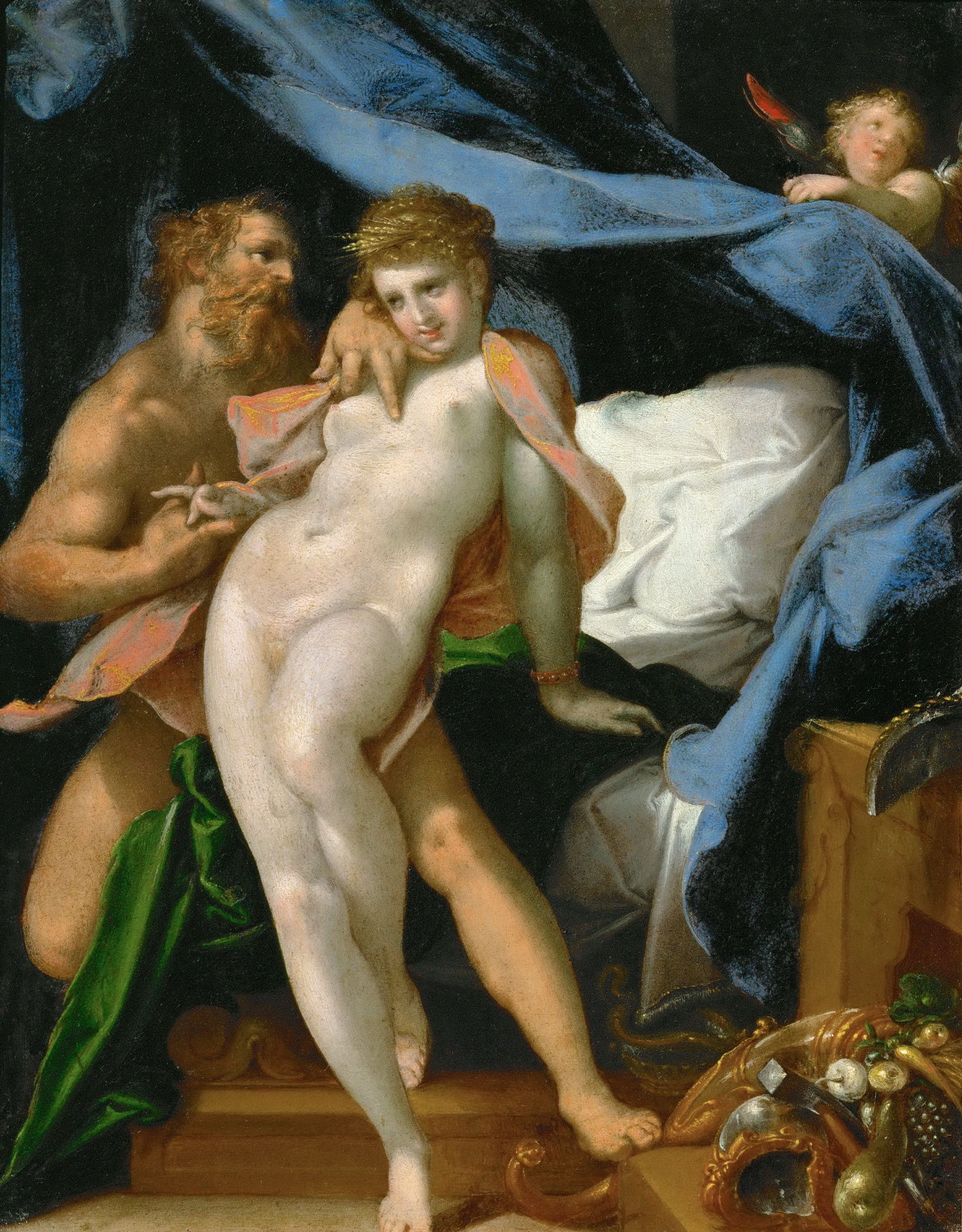
Vulcan und Maia (Bartholomäus Spranger)

Der Industriebrunnen in Düsseldorf zeigt Vulcanus als „Schmied Vulkan“ als zentrale Figur.

## Literatur

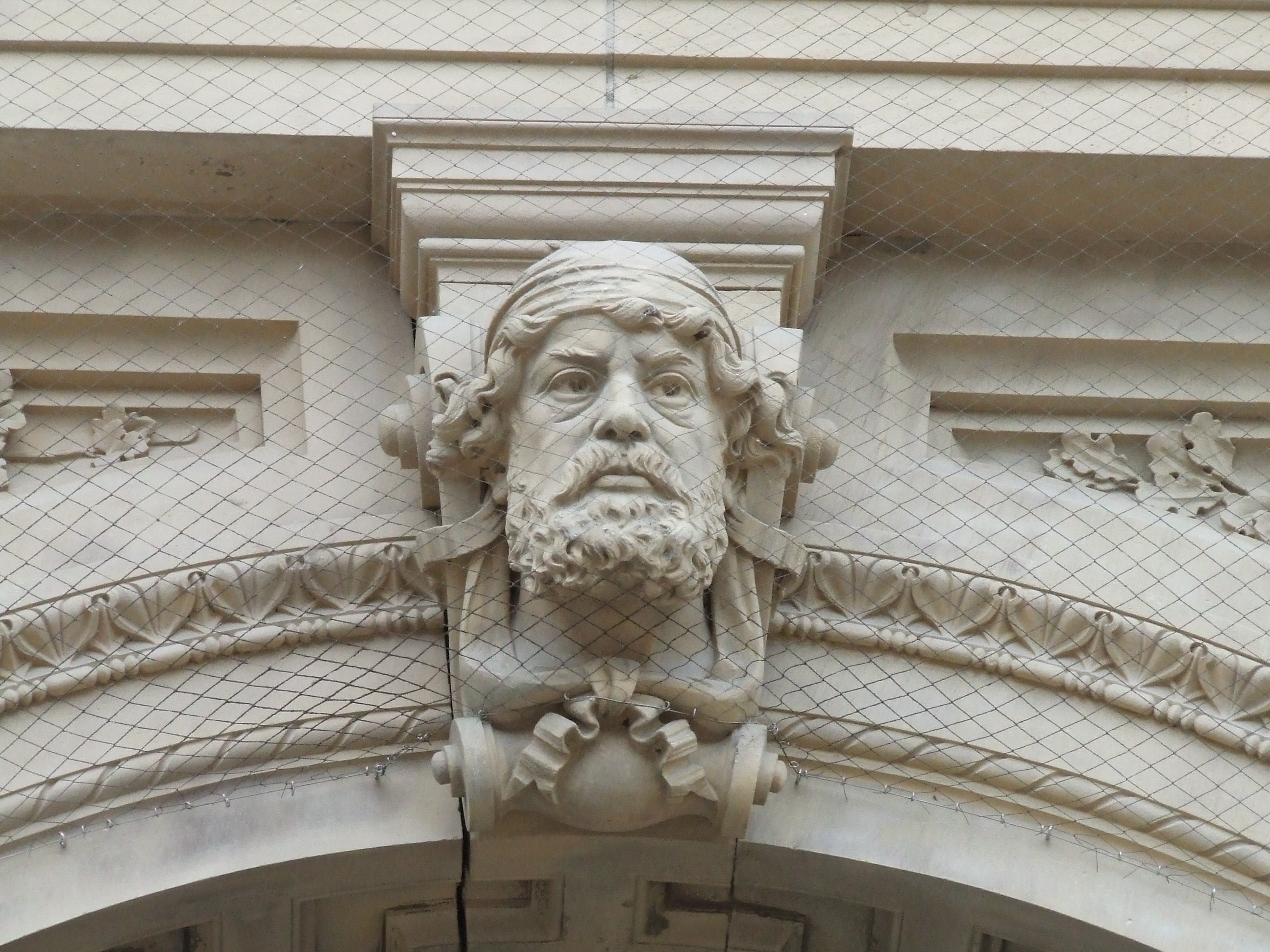
Vulcanus am Hauptbahnhof in Mainz